# Bud Powell
Earl Rudolph Powell, detto Bud (New York, 27 settembre 1924 – New York, 31 luglio 1966), è stato un pianista e compositore statunitense jazz.
Con Charlie Parker, Thelonious Monk e Dizzy Gillespie, Powell è stato una figura fondamentale per la nascita e lo sviluppo del be-bop e del jazz moderno in generale. Oltreché virtuoso del pianoforte è stato un notevolissimo compositore, il suo pianismo e le sue composizioni hanno "esteso ampiamente l'armonia jazz". Tutto il pianismo moderno gli è enormemente debitore: da Hank Jones a Bill Evans e tanti altri.

## Biografia

### Primi anni (1924-1943)

#### La famiglia e il primo approccio alla musica
Earl Rudolph “Bud” Powell nacque il 27 settembre 1924 a New York. La musica era un elemento fortemente presente nella sua famiglia: il nonno Zachary era un chitarrista di flamenco, il padre William un pianista di Stride piano, il fratello maggiore William Jr divenne un violinista e il minore un pianista di discreto successo. Intorno ai sei anni iniziò a prendere lezioni di pianoforte classico dal padre e si appassionò alla musica colta europea, in particolare a Bach, Mozart, Debussy, Beethoven, Chopin e Schumann, di cui è facile trovare traccia nelle sue opere successive. Possedeva capacità di apprendimento straordinarie: dopo pochi anni fu in grado di svolgere, dopo un solo ascolto, esecuzioni di Art Tatum e Fats Waller.
Il soprannome “Bud”, secondo la spiegazione che lo stesso artista diede all'amico Francis Paudras, nacque proprio durante la sua infanzia; Bud e il fratello Richie giocavano nelle strade del quartiere di Harlem e spesso vi incrociavano un mendicante; un giorno questo si fece più pressante e sentendo il piccolo Richie chiamare il fratello bros (abbreviazione di brother), comprendendo Bud, iniziò a chiamarlo con quel nome, e così lo stesso fecero Richie e tutti i bambini del quartiere.

#### La nascita del Be-Bop e l'amicizia con Thelonious Monk

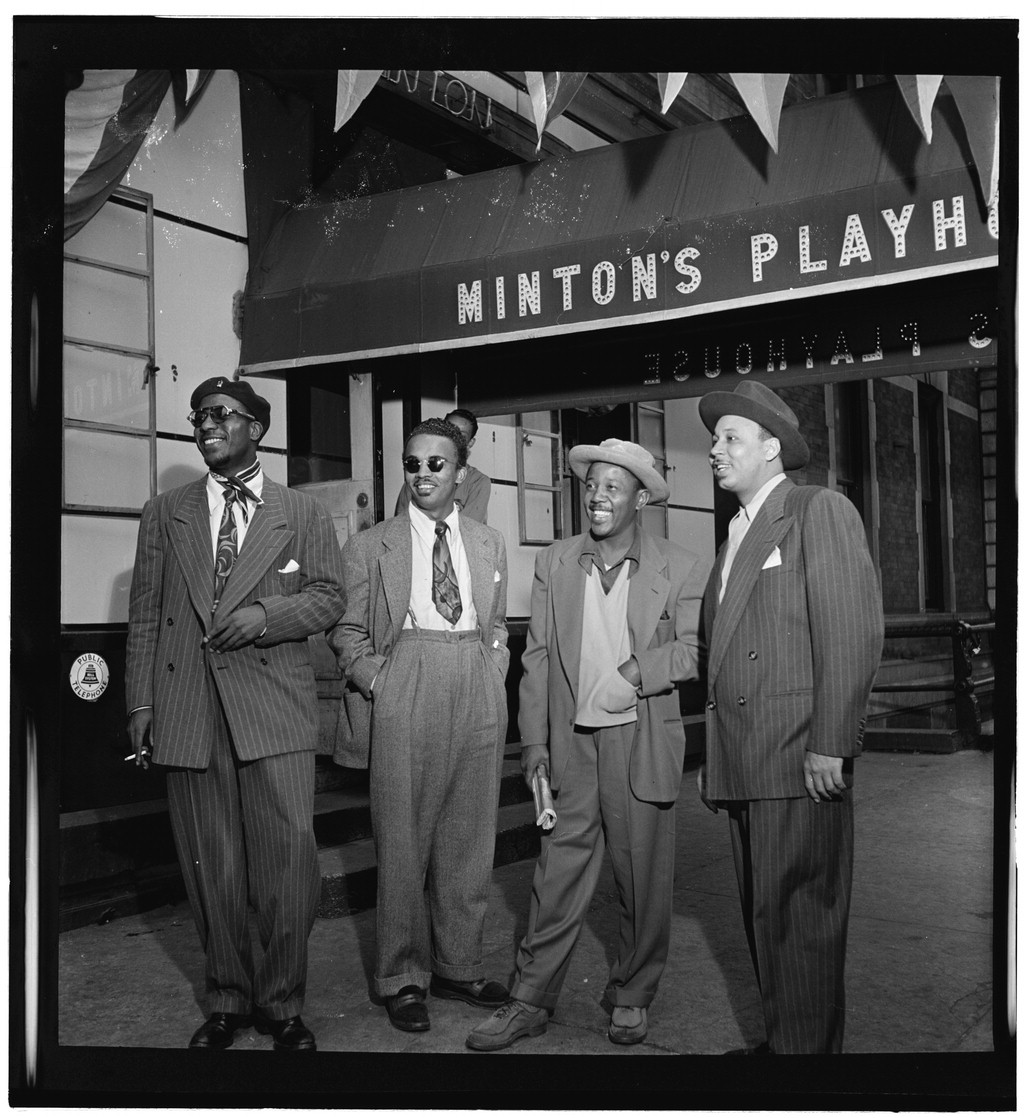
Vari artisti jazz, tra cui Thelonious Monk, di fronte al Minton's Playhouse.

Uno dei migliori amici di Bud fu Elmo Hope con il quale affrontò i primi studi classici e condivise la passione per il jazz. I due lasciarono la scuola nel 1938: Hope iniziò con una serie di recital di piano classico che gli portarono un discreto successo, mentre Bud cominciò a lavorare con il complesso del fratello maggiore William Jr e a partecipare come sideman a jam session nei locali del Greenwich Village e Harlem. Nel 1939 firmò il suo primo contratto con i Sunset Royals della cantante e trombettista Valida Snow.
Bud Powell iniziò a frequentare assiduamente due locali: lo storico Minton's Playhouse e il Clarke Monroe's Uptown House dove i musicisti (Charlie Christian, Thelonious Monk, Dizzy Gillespie, Joe Gay e altri), destinati a diventare i maggiori esponenti di musica Jazz, avevano la possibilità di incontrarsi su un palco per scambiarsi idee e sperimentarne di nuove; in questi locali nacquero i principi che portarono la base tecnica del Be-Bop. A causa del blocco delle registrazioni, che avvenne tra il 1942 e il 1944, non è possibile comprendere quali musicisti influenzarono maggiormente il jazz che diventerà Be-Bop, ma dai racconti dei frequentatori dei locali sembra che Bud Powell abbia partecipato al cambiamento.
Nel Minton's Playhouse Powell conobbe Thelonious Monk, il pianista stabile del locale, che fin da subito colse le doti del giovane musicista, i due instaurarono ben presto un profondo rapporto di stima e d'amicizia; Bud, grazie al suo spiccato senso dell'armonia, aiutò spesso l'amico nelle sue composizioni e continuò a inserire nei suoi repertori i brani di Monk. Inoltre nel 1961 Bud scrisse un intero disco, A Portrait of Thelonious, dedicato all'amico, il quale ricambiò componendo, in onore di Powell, In Walked Bud e 52nd Street Theme.

### Carriera (1944-1959)

#### Le prime incisioni e i disturbi mentali
Nel 1944 il trombettista Cootie Williams, dopo essersi separato da Duke Ellington, creò una sua orchestra e coinvolse Bud Powell nella registrazione di 4 pezzi; Bud dimostrò ottime doti nell'accompagnamento e incise un breve assolo sulla traccia Blue Garden Blues .
Lo stesso anno il musicista fu arrestato per ubriachezza e nel 1945 a Filadelfia ricevette una violenta manganellata (probabilmente per difendere Monk), di lì in poi iniziò a soffrire di gravi disturbi mentali tanto da essere ricoverato nell'ospedale psichiatrico del Pilgrim Hospital di Long Island per dieci mesi; questo fu solo il primo di cinque ricoveri subiti fino al 1955.
Tra il 1946 e il 1947,dopo essersi unito al gruppo del contrabbassista John Kirby, Powell si inserì del tutto nella scena BeBop e ciò gli permise di incidere con Sonny Stitt, Kenny Clarke, Sarah Vaughan e J.J Johnson. Il 10 gennaio 1947 incise a suo nome e in trio i primi otto pezzi della sua carriera di leader, nei quali dimostrò di essere il pianista più moderno del jazz del suo tempo. Nel maggio dello stesso anno venne chiamato in studio da Charlie Parker per la registrazione di quattro brani in un quintetto composto da Miles Davis, Roach e Tommy Potter.
Poco dopo il pianista fu ricoverato nuovamente nell'ospedale di Long Island nel quale fu sottoposto a elettroshock, cosa che, secondo l'amico Jackie McLean, contribuì ad annebbiargli la memoria.

#### Le migliori incisioni
Una volta dimesso, poiché apparentemente migliorato, iniziò per Bud Powell uno dei periodi più creativi e produttivi della sua vita. Tra il 1949 e il 1951 incise la parte più importante del suo lavoro di artista. A partire dall'agosto del 1949 in una serie di session per Blue Note Records Bud, alla guida di un quintetto, gettò le basi di uno stile pianistico moderno: sia dal punto di vista solistico, importando e adattando i fraseggi tipici di Parker e Gillespie, sia dal punto di vista dell'accompagnamento, utilizzando accordi scarni ed incisivi. Le incisioni Dance of the Infidels, Hallucinations, Bouncing with Bud, Tempus Fugit testimoniano, oltre alla grandezza stilistico-esecutiva, anche un notevole talento compositivo.
I due anni seguenti furono abbastanza positivi per Powell; suonò in molti club insieme a Rollins, registrò con George Russel e Max Roach per la Verve Records e con Sarah Vaughan in una serie di assoli pianistici. Nel maggio del 1951 incise nuovamente con un trio e si fece notare in particolare come compositore con la celebre Un poco loco.
Tre mesi più tardi, dopo una grave crisi, venne arrestato per possesso di stupefacenti e in seguito internato per altri 11 mesi; venne poi trasferito in un altro ospedale fino al febbraio del 1953. In quel periodo subì un nuovo trattamento a base di elettroshock che lo rese ancor più instabile e lo indebolì anche fisicamente. Uscito dalla clinica si recò nella fattoria dei genitori a Willow Grove in Pennsylvania, dove la madre si prese cura di lui per un po' di tempo.
Nonostante la debolezza fisica, Bud riuscì a suonare ad alti livelli per qualche tempo, prova ne è lo storico concerto alla Massey Hall di Toronto in compagnia di Dizzy Gillespie, Max Roach, Charles Mingus e Charlie Parker; di quell'evento sono memorabili gli assoli del pianista in A Night in Tunisia e Hot House.
A partire dalla metà del decennio tuttavia i problemi di salute si fecero sempre più gravi e i risultati artistici risultarono sempre meno convincenti. Nel 1956, per la prima volta, Bud si esibì in una tournée in Europa, ma le sue esibizioni furono disastrose e portarono il pianista in una grave e profonda depressione. Quando il fratello minore, nello stesso anno, perse la vita in un incidente d'auto insieme alla moglie e al trombettista Clifford Brown, Powell decise di trasferirsi a Parigi.

### Ultimi anni (1959-1966)

#### La rinascita in Europa
Il primo periodo di permanenza nella capitale francese fu probabilmente uno dei più tranquilli della vita dell'artista, che riuscì a recuperare tranquillità e ispirazione.
Non mancarono purtroppo, a causa della sua malattia mentale, momenti fortemente negativi; la moglie gli somministrava delle compresse di sedativo e lo controllava in modo maniacale. Il jazzofilo e amico Francis Paudras accolse sotto la sua ala protettrice Bud e lo aiutò a liberarsi da sedativi e alcol. Le numerose registrazioni raccolte da Paudras, sia nei concerti che in ambito domestico, attestano una rinnovata lucidità e positività in ambito musicale. Con Kenny Clarke e Pierre Michelot al contrabbasso registrò alcune session e ricominciò ad esibirsi; suonò a Parigi con i Jazz Messengers e prese parte a uno dei più entusiasmanti dischi di Dexter Gordon "Our Man In Paris" .

#### La malattia e il rientro in patria
Due motivi riportarono Powell a casa: la diagnosi di tubercolosi nel 1963, per la quale fu ricoverato più volte in ospedale, e l'offerta per un lungo ingaggio al Birdland a New York. Francis Paudras accompagnò Bud in America e descrisse il suo rientro come trionfale: il pianista diede tutto se stesso nelle prime esibizioni nel locale. Dopo poco però iniziò a non mantenere i suoi impegni e a scomparire per lunghi periodi; Bud e Paudras dovevano prendere l'aereo per Parigi il 27 ottobre, ma Powell non si fece vedere. Nonostante ciò partecipò a due concerti, uno alla Carnegie Hall per l'anniversario della morte di Charlie Parker e l'altro alla Town Hall; furono esibizioni considerate ben lontane da quelle dei tempi delle migliori incisioni.

#### La morte
Il 31 luglio 1966 Bud Powell morì, dopo essere stato ricoverato presso il King County Hospital di Brooklyn per polmonite e itterizia. Più di 5000 persone affollarono le strade di Harlem per rendergli omaggio e Barry Harris e Lee Morgan suonarono in suo onore.
In questa occasione alcuni jazzisti di rilievo, nonché amici di Bud, rilasciarono queste dichiarazioni, riportate il 22 settembre 1966 nelle pagine della rivista Down Beat.
Ray Brown: “La sua malattia non è una tragedia ora quanto la malattia che si portava dietro da dieci o dodici anni. Questa è la vera tragedia perché fu impedito, dalla malattia, di maturare musicalmente, di raggiungere il massimo potenziale”.
Bill Evans: “Fu il talento più accessibile che ho avuto occasione di ascoltare sulle scene jazzistiche”.
Dizzy Gillespie: “Ha precisato la strada a tutti i jazzisti moderni”.
Thelonious Monk: “è stata una grande perdita per il mondo della musica. I pianisti sentiranno la sua mancanza”.

## I modelli
Tra il gennaio e il maggio del 1963, quando si trovava ricoverato in ospedale in Francia, Bud ebbe molto tempo per conversare con gli amici Francis Paudras e Henri Renaud ai quali rivelò le sue preferenze e i suoi modelli musicali.
Bud Powell annoverava tra i suoi pianisti preferiti Al Haig, Hank Jones e Billy Kyle; anche Art Tatum, che Powell riconosceva come maestro, ebbe una profonda influenza sulla sua musica. Inoltre Powell affermò che dal punto vista compositivo considerava Thelonious Monk il suo modello.
Per quanto riguarda solisti di altri strumenti da lui preferiti citò i nomi di Miles Davis, Johnny Griffin, Oscar Pettiford e Tommy Potter.

## Influenza
Il nuovo genere musicale del Bebop trovava in Bud Powell uno dei suoi iniziatori, dal quale i pianisti successivi, ma anche contemporanei, presero spunto per adattarsi ai grandi mutamenti della metà degli anni quaranta. Nella prima generazione di pianisti che presero le mosse dal BeBop di Bud si trovano Hank Jones, Duke Jordan, Jimmy Rowles e Billy Taylor.
In Walter Bishop Jr. e Barry Harris, negli anni cinquanta, si riconosce in modo evidente l'influenza di Powell; Harris è uno dei pianisti che, riproducendo le linee melodiche di Bud, si avvicina maggiormente alla sua estetica.
Tra i grandi musicisti di fine anni cinquanta che discendono direttamente da Powell si trovano Wynton Kelly, Red Garland, Horace Parlan, Bobby Timmons, Russ Freeman e Cedar Walton.
Inoltre nel primo Bill Evans si riconosce lo stile di Bud Powell mescolato a quello del contemporaneo Lenny Tristano.

## Composizioni
Oltre ad essere un ottimo pianista, Powell fu anche (finché la sua salute glielo consentì) un prolifico compositore, che ha lasciato molti standard alle generazioni che lo seguirono. Queste sono alcune tra le sue composizioni più note.
- Un poco loco
- Parisian Thorougfare
- Tempus Fugue-It (anche noto come Tempus Fugit)
- Dance of the Infidels
- Bouncing with Bud
- Cleopatra's Dream
- Hallucinations a.k.a. Budo
- Glass Enclosures
- Celia

## Discografia

### 1944-1954
- Tempus Fugue-It - Proper Records, cofanetto di quattro dischi, a partire dalle registrazioni del 1944 con Cootie Williams fino alle sessioni con la Blue Note e Clef del 1949-50
- Cootie Williams And His Orchestra, New York, 4-6 gennaio 1944
- Cootie Williams And His Orchestra, New York, 2 maggio 1944
- Cootie Williams\Bud Powell Duo, Canada Lee Show, New York City, 4 luglio 1944
- Frank Socolow's Duke Quintet, New York, 2 maggio 1944
- Frank Socolow's Duke Quintet, New York, 2 maggio 1945
- Sarah Vaughan, New York, 7 maggio 1946
- J.J. Johnson Quintet, New York, 26 giugno 1946
- Savoy All-Stars, New York, 23 agosto 1946
- Kenny Clarke Quintet, New York, 4 settembre 1946
- Kenny Clarke Nonet, New York, 5 settembre 1946
- Kenny Clarke Octet, New York, 6 settembre 1946
- Bud Powell Trio, New York, 10 gennaio 1947
- Charlie Parker All-Stars, Harry Smith Studios, New York, 8 maggio 1947
- New York All-Star Session, "Royal Roost'', New York, 19 dicembre 1948
- Bud Powell Trio, New York, maggio 1949
- Bud Powell's Modernists, New York, 9 agosto 1949
- Sonny Stitt Quartet, New York, 11 dicembre 1949
- The Stars of Modern Jazz, "Carnegie Hall'', New York , 25 dicembre 1949
- Sonny Stitt Quartet, New York, 26 gennaio 1950
- Bud Powell Trio, New York, gennaio-febbraio 1950
- Charlie Parker Quintet, "Cafe Society'', New York, 8 maggio 1950
- Charlie Parker Quintet, "Cafe Society'', New York, 15 maggio 1950
- One Night in Birdland Session, "Birdland'', New York, 30 giugno 1950
- Sarah Vaughan with Norman Leyden Orchestra, New York, 20 luglio 1950
- Bud Powell Trio, New York, 20 luglio 1950
- Bud Powell Trio, New York, 20 febbraio 1951
- Dizzy Gillespie - Charlie Parker Quintet, "Birdland", New York, 31 marzo 1951
- Bud Powell Trio, New York, 1º maggio 1951
- Bud Powell Trio, "Birdland', New York, 7 febbraio 1953
- Bud Powell Trio,"Birdland', New York, 14 febbraio 1953
- Bud Powell Trio,"Birdland', New York, marzo 1953
- Bud Powell Trio, Washington, DC, 5 aprile, 1953
- The Quintet, "Massey Hall'', Toronto, Canada, 15 maggio, 1953
- Charlie Parker - Bud Powell Quintet, "Birdland", New York, 30 maggio 1953
- The Quintet, New York, maggio 1953
- Bud Powell Trio, New York, 20 giugno 1953
- Bud Powell with Big Band, New York, 1955
- Bud Powell Trio, New York, 2-4 giugno 1954
- Bud Powell Trio, New York, 16 dicembre 1954

### 1955-1959
- Bud Powell Trio, Fine Recording Studios, New York, 11 gennaio 1955
- Bud Powell Trio, New York, 13 gennaio 1955
- Bud Powell with Big Band, New York, 1955
- Bud Powell Trio, New York, 13 settembre 1956
- Bud Powell Trio, New York, 5 ottobre 1956
- Bud Powell Trio, New York, gennaio 1957
- Bud Powell Trio, New York, 11 febbraio 1957
- Bud Powell Quintet, VGS-Hackensack, NJ, 3 agosto 1957
- Dizzy Gillespie - Bud Powell Quintet, Parigi , Francia, 1957
- Bud Powell Trio, VGS-Hackensack, NJ, 28 maggio 1958
- Bud Powell Trio,VGS-Hackensack, NJ, 29 dicembre 1958
- The Three Bosses, Parigi, Francia, 6 novembre 1959
- Barney Wilen - Bud Powell Quintet, Parigi, Francia, 7 novembre 1959
- Barney Wilen - Bud Powell Quartet, Parigi, Francia, 12 dicembre 1959
- Art Blakey and the Jazz Messengers,"Theatre des Champs-Elysees'', Parigi, Francia, 18 dicembre 1959
- Barney Wilen - Bud Powell Quintet, Parigi, Francia, 1959

### 1960-1965
- Johnny Griffin - Bud Powell Duo, Parigi, Francia, 14 febbraio 1960
- The Three Bosses, Parigi, Francia, 12 marzo 1960
- Coleman Hawkins - Bud Powell Quartet, "Essen Jazz Festival", Essen, Repubblica Federale Tedesca, 2 aprile 1960
- The Three Bosses, "Blue Note Cafe'', Parigi, Francia, 1960
- Charles Mingus Sextet, "Juan-les-Pins Jazz Festival', Antibes, Francia, 13 luglio 1960
- Bud Powell Trio, "Blue Note Cafe'', Parigi, Francia, 1960
- Dizzy Gillespie - Bud Powell Quintet, "Blue Note Cafe'', Parigi, Francia, 1960
- The Three Bosses with Zoot Sims, "Blue Note Cafe'', Parigi, Francia, gennaio 1961
- Barney Wilen - Bud Powell Quintet, Italia, 21 aprile 1961
- Bud Powell - Francis Paudras Duo, Edenville, Francia, 1961-1964
- Don Byas - Bud Powell Quintet, Parigi, Francia, 1961
- The Three Bosses, Parigi, Francia, 1961
- Bud Powell Solo, Parigi, Francia, 1961
- Bud Powell Trio, Losanna , Svizzera, 3 gennaio 1962
- Bud Powell Trio, "Gyllende Cirklen'', Stoccolma, Svezia, 1962
- Bud Powell Trio, Copenhagen, Danimarca, 26 aprile 1962
- Don Byas - Bud Powell Quintet, "Americans in Europe", Repubblica Federale Tedesca, 3 gennaio 1963
- Bud Powell Interview, Parigi, Francia, 15 gennaio-6 maggio 1963
- Dexter Gordon - Bud Powell Quartet, Parigi, Francia, 23 maggio 1963
- Dizzy Gillespie - The Double Six, Parigi, Francia, luglio 1963
- Bud Powell - Francis Paudras Duo, Parigi, Francia, luglio 1963
- Bud Powell - Francis Paudras Duo, Parigi, Francia, luglio 1963-1964
- Bud Powell - Francis Paudras Duo, Edenville, Francia, 16 febbraio 1964
- Bud Powell Trio, Parigi, Francia, 31 luglio 1964
- Johnny Griffin - Bud Powell Quartet, Parigi, Francia, 8-12 agosto 1964
- Bud Powell Trio, "Birdland'', New York, 30 settembre 1964
- Bud Powell Solo, New York, 27 marzo 1965[7]

### Con Blue Note Records
- The Amazing Bud Powell, Volume One - sessioni del 1949 and 1951.
- The Amazing Bud Powell, Volume Two - sessioni del 1953.
- The Amazing Bud Powell, Volume Three - Bud! - sessioni del 1957.
- Time Waits - 1958.
- The Scene Changes - 1958.
- The Complete Blue Note and Roost Recordings - cofanetto di quattro dischi, comprende tutte le sessioni elencate sopra più la sessione del 1947 per la Roost e un'altra del 1953. Esiste anche in dischi sciolti, di miglior qualità (ma il materiale della Roost è mancante).

### Con Verve Records
- The Complete Bud Powell on Verve - Cinque dischi, sessioni dal 1949 al 1956.
- The Best of Bud Powell on Verve - antologia dei brani migliori incisi per Verve.